# Parque forestal de Marike
Parque forestal de Marike (en inglés: Marike Forest Park) es un área protegida en el oeste del país africano de Gambia. Fue establecido el 1 de enero de 1954,  abarcando 174 hectáreas. La localidad más cercana al bosque es Kerewan, y se encuentra incluido administrativamente en la división de North Bank. (División del Banco del Norte)